# Enkutatash
Enkutatash é o dia do ano novo na Etiópia. Ocorre no primeiro dia do mês de Meskerem, no calendário etíope, que é o dia 11 de setembro (12 de setembro nos anos bissextos) de acordo com o calendário gregoriano.
Literalmente Ehkutatash significa Presente de Joias. A data marca tradicionalmente o fim da estação chuvosa e estabelece-se mais recentemente como o retorno da Rainha de Sabá à Etiópia após visitar o Rei Salomão em Jerusalém.
O ano 2007 no calendário gregoriano é o 2000 do calendário etíope.